# Camagüey

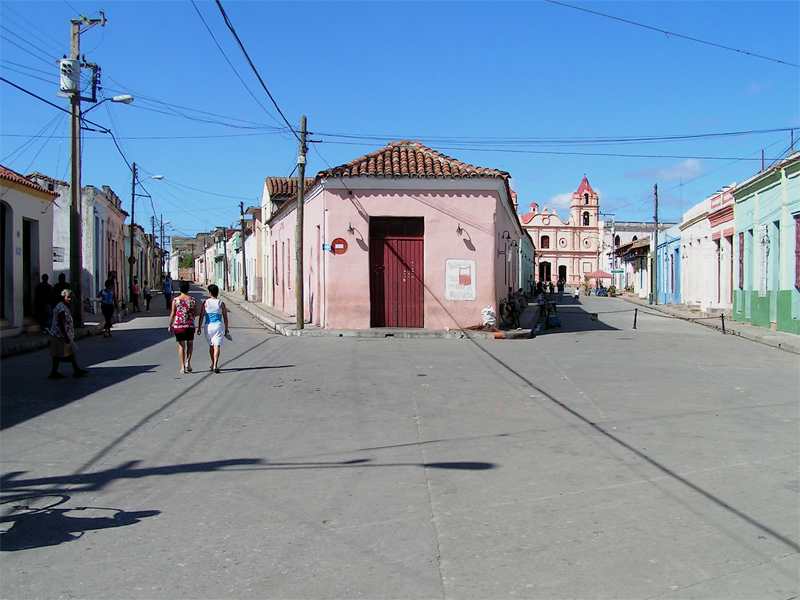
Le centre historique de Camagüey

Camagüey est une ville et une municipalité de Cuba, et la capitale de la province de Camagüey. C'est la troisième plus grande ville du pays. Sa population s'élève à 305 845 habitants en 2010.

## Géographie

### Situation, description
La municipalité de Camagüey est située sur la côte nord vers le centre de l'île de Cuba, dans le nord de la province de Camagüey. La ville est à 538 km sud-est de La Havane.
Camagüey est au milieu des grandes plaines (llanuras) de la partie centrale de Cuba, sur une terrasse entre le rio Hatibonico et le rio Tinima. Le paysage naturel le plus original des environs est la « sabena camagueyana », vastes étendues mamelonnées envahies de broussailles dominées par de petits palmiers.

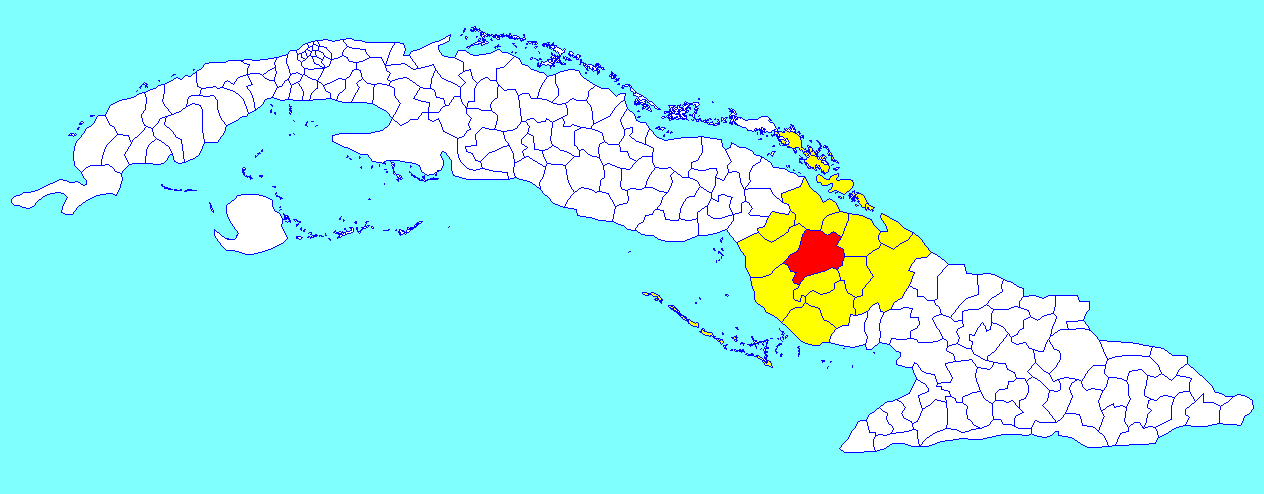
Municipalité de Camagüey dans la province de Camagüey

### Divisions administratives
La municipalité comprend 18 consejos populares :
- Modelo - Imán
- Previsora
- La Esperanza
- San Blas Oeste
- Edén - Juruquey
- Puerto Príncipe
- Lenin - Albaisa
- Garrido - La Caridad
- Jayamá
- Julio Antonio Mella
- Vista Hermosa
- La Belén
- Agramante - Simoni
- Vigía - Florat
- Centro
- San Juan de Dios
- América Latina
- Buenos Aires - Bella Vista

## Population
En 2022 la population de la municipalité est estimée à 333 251 habitants. Pour une surface de 1 099 km2, la densité est de 303,3 habitants/km².

## Histoire
La ville de Camagüey est fondée le 2 février 1514, sous le nom de Santa María del Puerto de Príncipe.
La ville est initialement construite sur la côte nord de l'île de Cuba, mais à la suite d'attaques répétées de pirates elle fut déplacée par étapes vers son site actuel. Le nom provient d'un cacique indien qui se nommait Camaguebax.
Durant les XVIIe et XVIIIe siècles, la ville prospère grâce à l'élevage des bovins et, de façon moindre, sur l'activité sucrière.

## Économie
Camagüey possède un aéroport, Camagüey-I. Agramonte (code CMW).

## Personnalités liées à la commune
- Domitila García Doménico de Coronado (1847-1937), écrivaine, journaliste, éditrice et professeure ;
- Ignacio Agramonte (1841 - 1873), révolutionnaire ;
- Emelina Peyrellade (1842-1877), écrivaine et traductrice ;
- Alberto Bayo (1892 - 1967), militaire et écrivain ;
- Carlos Finlay (1833 - 1915), médecin et savant ;
- Gertrudis Gómez de Avellaneda (1814 - 1873), écrivaine ;
- Mariano Brull (1891 - 1956), écrivain ;
- Felipe Pichardo Moya (1892 - 1957), écrivain ;
- Nicolás Guillén (1902 - 1989), poète ;
- Raimundo Lazo (1904 - 1976), universitaire et critique littéraire ;
- Emilio Ballagas (1908 - 1954), poète ;
- Fidelio Ponce de León (1895-1949), peintre ;
- Jorge Luis Prats (1956 - ), pianiste ;
- Omar Sosa (1965 - ) : pianiste de jazz ;
- Filiberto Ascuy (1972-), double champion olympique de lutte gréco-romaine ;
- Jorge Gutiérrez (1975-), champion olympique de boxe ;
- Jessica Rivero (1995-), joueuse de volley-ball ;
- Chelo Alonso (1933-2019), actrice

## Culture
La Maravilla de Florida, fameuse charanga, y fut fondée en 1948 ; elle a connu plusieurs générations de musiciens et est actuellement dirigée par Norberto Puentes.
Le centre historique de Camagüey, qui couvre 54 ha, a été inscrit le 8 juillet 2008 sur la liste du patrimoine mondial de l'Unesco.
L'école de ballet et la compagnie de Camagüey sont longtemps dirigées par Fernando Alonso (danseur) (1914-2013).